# 燦爛星光 ～星藤學園天文同好會～
《燦爛星光 ～星藤學園天文同好會～》是日本遊戲製作公司F&C FC01於2007年9月28日推出的Windows平台18禁遊戲。隨後PlayStation 2版遊戲《流星～群星劃過的城鎮～》於2008年7月31日推出。2008年5月22日發售漫畫版單行本。

## 故事
居住於星藤鎮的月館陽在考進星藤學園後， 決定向他中學時代的家庭老師，也是他暗戀的女孩——楠原琴音告白，但是卻遭到拒絕。加入了學校的天文同好會，從此生活有了轉變。

## 登場角色
月館陽
本作的主角，星藤學園1年級學生。
楠原琴音
星藤學園3年級學生。月館的表姐。曾在月館高中入學前擔任過他四個月的家教。
高塚水季
星藤學園1年級學生。月館的同班同学。
星川瑠歌
星藤學園1年級學生。月館班上的轉學生。從國外回日本的修女見習生。
雙葉陽
星藤學園1年級學生。月館的同班同学。
鈴木流史
星藤學園2年級學生。学生会的会计。
五辻明乃
星藤學園1年級學生。財閥的大小姐。PlayStation 2版新增的女角色。
海道惑
星藤學園1年級學生。月館的朋友。
澪木天
星藤學園3年級學生。天文同好會會長。學生會副會長。

## 相關作品

### 漫畫
漫畫版於《月刊Comp Ace》2007年9月號至2008年6月號連載，2008年5月22日發售單行本共一冊。

### 音樂
遊戲片頭曲《Star☆drops》是由橋本美雪演唱；片尾曲《Lover's Destiny》是由瀨名演唱，收錄主題曲《Star☆drops》的CD於2007年9月5日發售。

## 外部連結
- PC版官方網站 （页面存档备份，存于）（日語）
- PS2版官方網站（日語）